# Casó (Alpens)
Casó és una obra d'Alpens (Lluçanès) inclosa a l'Inventari del Patrimoni Arquitectònic de Catalunya.

## Descripció
Casa de planta rectangular allargada amb un cos central de planta pis i golfes, amb el teulat a doble vessant i dos cossos laterals cadascun amb una sola vessant de teulat que coincideix a banda i banda del cos central. L'ordenació de la façana és regular, amb dues obertures a cada pis del cos central i en els laterals, la planta amb dues obertures rectangulars i tres arcades al pis que coincideixen amb finestres rectangulars a la part interior. Les obertures de la part central tenen llindes i muntants de pedra i les finestres tenen també ampit de pedra que sobresurt de la façana.